# Liste der Monuments historiques in Bétheny
Die Liste der Monuments historiques in Bétheny führt die Monuments historiques in der französischen Gemeinde Bétheny auf.

## Liste der Immobilien
| Bezeichnung         | Beschreibung            | Standort                  | Kennzeichnung | Schutzstatus | Datum | Bild           |
| ------------------- | ----------------------- | ------------------------- | ------------- | ------------ | ----- | -------------- |
| Kirche St-Sébastien | aus dem 13. Jahrhundert | Place de la Mairie (Lage) | PA00078590    | Classé       | 1920  | weitere Bilder |

## Liste der Objekte
| Bezeichnung | Beschreibung                                          | Standort                          | Kennzeichnung | Schutzstatus    | Datum  | Bild |
| ----------- | ----------------------------------------------------- | --------------------------------- | ------------- | --------------- | ------ | ---- |
| Glocke      | 1723 gegossen; während des Ersten Weltkriegs zerstört | in der Kirche St-Sébastien (Lage) | PM51001330    | Classé gelöscht | ? 1942 |      |